# Isola di Ely
L'Isola di Ely (Isle of Ely) è stata una delle contee dell'Inghilterra, incentrata nella città di Ely. È stata una contea amministrativa dal 1889 al 1965, quando è entrata a far parte del Cambridgeshire. Il suo capoluogo era March.

## Etimologia
Si dice che il nome della contea significa "isola delle anguille" (island of eels), in riferimento alle creature che venivano spesso pescate nei fiumi locali per cibo. Questa etimologia è registrata per la prima volta da Beda il Venerabile.

## Storia

Isola di Ely nel 1648 di J. Blaeu

Fino al XVII secolo, l'area era un'isola circondata da un'ampia zona dei Fens, un tipo di palude. Era un'area ambita e facile da difendere, controllata già nel primo Medioevo dai Gyrwa, una tribù anglosassone. Al momento del loro matrimonio, nel 652, Tondbert, un principe dei Gyrwa, regalò a Eteldreda (che poi diventò santa), la figlia del re Anna degli Angli Orientali, con l'Isola di Ely. In seguito fondò un monastero a Ely, che fu distrutto dai predoni vichinghi nell'870, ma fu ricostruito e divenne una famosa cattedrale e un santuario. Le Fens furono bonificate a partire dal 1626 con una rete di canali progettati da esperti olandesi. Molti abitanti della Fenland si opposero al prosciugamento perché privava alcuni di loro dei loro tradizionali mezzi di sostentamento. Atti di vandalismo su dighe, fossati e chiuse erano comuni, ma il prosciugamento fu comunque completato alla fine del secolo.
Le difese naturali dell'area le hanno permesso di svolgere un ruolo nella storia militare dell'Inghilterra. Dopo la conquista normanna, l'isola divenne un rifugio per le forze anglosassoni sotto il conte Morcar,  Aethelwine vescovo di Durham e Hereward il Fuorilegge nel 1071. L'area fu conquistata da Guglielmo il Conquistatore solo dopo una lunga lotta. La leggenda di Tom Hickathrift è talvolta ambientata in questo periodo. Nel 1139 scoppiò la guerra civile tra le forze di re Stefano d'Inghilterra e l'imperatrice Matilde. Il vescovo di Ely, Nigel, sostenitore di Matilde, tentò senza successo di tenere l'isola. Nel 1143 Geoffrey de Mandeville si ribellò a Stefano e pose la sua base nell'isola. Geoffrey fu ferito a morte a Burwell nel 1144.
Nel 1216, durante la prima guerra dei baroni, l'isola fu difesa senza successo dall'esercito di re Giovanni d'Inghilterra. Ely partecipò alla rivolta dei contadini del 1381. Durante la guerra civile inglese, l'isola di Ely fu tenuta per i parlamentari. Le truppe della guarnigione del castello di Wisbech furono utilizzate nell'assedio di Crowland e alcune parti dei Fens furono allagate per impedire alle forze realiste di entrare nel Norfolk dal Lincolnshire. La chiusa a ferro di cavallo sul fiume a Wisbech e le vicine difese del castello e della città furono potenziate e furono portati cannoni da Ely.